# 集凤镇 (中江县)
集凤镇，是中华人民共和国四川省德阳市中江县下辖的一个乡镇级行政单位。2019年12月，撤销石泉乡和古店乡，将其所属行政区域划归集凤镇管辖。

## 行政区划
集凤镇下辖以下地区：
走马铺社区、金钱村、船形村、双桥村、蜜蜂村、金凤村、金鸡村、波园村、松堡村、拱桥村、隆兴村、天鹅村、飞马村、何家山村、林家山村、群岭村、白梁村、石垭子村、高屋村、云梯村和银冯村。